# Haselbury Plucknett
Haselbury Plucknett est une paroisse civile et un village du Somerset, en Angleterre.